# 官督商办企业
官督商辦是由商人出資認股，政府派官員管理的商業組織方式。在官督商辦的模式中，政府和商人是庇護人與受庇護人的關係。這個官商之間的庇護關係可追溯至明代的食鹽貿易。

## 由來
鹽的期貨市場早在明初已出現，明初政府需要把糧食運到北方邊境的駐軍，於是拿食鹽做抵押，以換取商人的服務，替政府把糧食運送北部邊境。運糧後，商人可獲得一紙票據（鹽引），可藉此到兩淮的鹽場換鹽。因此鹽引有國債的性質，雖然鹽引的買賣沒有合法性的保障，但是鹽引買賣迅速蓬勃。可是隨著商人大量囤積鹽引，使鹽引價格逐步下跌，政府幾經干涉無效，結果在明末把鹽引全部廢除，同時把鹽的專賣權授予當時已經操控市場的大鹽商，實行所謂「綱法」。鹽引貿易轉變為綱法，就等於取消了以國債為基礎的鹽引期貨市場。食鹽專賣權是政府的對大鹽商的庇護，商人對政府的回報則是無定額的大筆捐獻。綱法就是清代官督商辦的原型。
因此官督商辦的模式不是晚清洋務運動時才發明的，清政府和商人早在食鹽貿易中已經習慣這種模式。《清史稿．食貨志》記載：
清之鹽法，大率因明制而損益之。……其行鹽法有七：曰官督商銷，曰官運商銷，曰商運商銷，曰商運民銷，曰民運民銷，曰官督民銷，惟官督商銷行之為廣且久。
洋務運動時期，引進新式企業需要巨大的資本。可是除了政府，民間根本沒有能提供如此龐大資本數額的金融機構。中國傳統的集資辦法是透過個人關係網絡 (包括以宗族及地方寺廟組織的名義成立控產集圑)。由於所需的資本過於龐大，遠超中國傳統生意的規模，不可能僅從個人關係網絡籌集得來。因為傳統中國沒有法律保障的結算信用制度。只有個人信用存在，而沒有制度化的信用。雖然中國普遍存在使用契約或合同的傳統，但是沒有強制執行合約的法律保障。如果發生合約糾紛，立約雙方只有尋求其庇護人來解決糾紛。個人信用是依賴庇護關係運作的。個人信用的世界，不可能建立起獨立的金融市場，所以集資的能力有限。
但清政府在太平天國之後，財政面臨更大的困難。一方面是鴉片戰爭後清政府背負著對英國的賠款，二方面是太平天國影響了清政府的賦稅收入。清代的賦稅制度主要是地丁、漕糧、關稅及鹽課四大正稅，以地丁收入為最多，約佔去三分之二。而江南地區更是地丁的重要部分。但是地丁田賦的有效徵收需依靠田土戶口登記紀錄。太平天國之亂，嚴重破壞了江南地區的田土戶口登記紀錄。因此大大地影響了清政府的收入。
清政府拿不出巨款直接投資新式企業，結果仍引用傳統的「綱法」向私人募集股本，由商人出資認股，政府派員管理，這方法稱為官督商辦。

## 運作
洋務運動中不少官督商辦的企業都以輪船招商局為藍本，例如電報的設立。《清史稿》卷151記載：
天津道盛宣懷言於鴻章：「宜仿輪船招商之例，醵集商股，速設津滬陸線，以通南北兩洋之郵，遏外線潛侵之患；並設電報學堂，育人才，備任使。」
然而官督商辦企業的政策決定大都掌握在由政府委任的官董手中。例如，輪船招商局在1909年由股東選舉董事會以前，股東只能極少量地參與公司事務的管理。時人吳佐清的說得非常清楚：
中國之紡紗織布局，若云官辦，則實招商殷，若云商辦，則有總辦幫辦提調名目。……商民雖經入股，不啻途人，即歲終分紅，亦無非抑他人鼻息。而局費之當裁與否，皆不得過問。雖年終議事，亦仿泰西之例，而商股與總辦分隔雲泥。
輪船招商局局董在年度報告中對攻訐者的反駁，也明顯有中國生意傳統的味道：
蓋實未知局員皆有巨資倡為商股，即各董事亦係有股之人所充，孰不望局務蒸蒸日上……而有股商，大半局員之親友商人，耳目較近，豈肯受其欺蒙？是不待官查，早為眾商所不容矣。

## 對近代企業的作用
李鴻章庇護下的財務結構十分龐大，在他的勢力下除了壟斷了輪船航運，還包括兵工廠，礦業，電報，及棉紡業。甲午戰爭後李鴻章下台，原來在李鴻章庇護系統化整為零，結果大型官督商辦企業紛紛轉為私營，這一點很大程度是由於作為李鴻章手下的企業大股東，為了減少新上場官員的控制，而借用1890年公司法的結果。另一方面壟斷權的分散也讓私人企業得到發展空間。
晚清官督商辦的另一重要意義是在招商的過程中，中國人重新開始認識可轉讓股份的買賣。在此以前的股份都是廟產或族產式股份，並不可任意轉讓的。另一方面，由於需要公開招股，由此也開始了按照西方習慣公開賬目的做法。而會計賬目中也可見到折舊等西方的觀念的雛形。這些都有助日後金融市場重新出現。

## 結語
官督商辦是由商人出資認股，政府派官員管理的商業組織方式。在官督商辦的模式中，政府和商人是庇護關係。中國沒有金融市場可以集資。洋務運動初期，引進新式企業需要遠超私人資本的大量資本。清政府財政困難，拿不出巨款直接投資，結果也只能引用鹽專買的綱法來募集私人股本。甲午戰前官督商辦企業把持在李鴻章手中，盛宣懷管理輪船招商局，引入股份資本的概念，使商業股份交易活躍起來。李鴻章倒台後，整個庇護網絡化整為零，同時也讓私人企業得以蓬勃發展。

## 研究書目
- 陳錦江著，王笛等譯：《清末現代企業與官商關係》（北京：中國社會科學出版社，1997）。
- 劉廣京：《經世思想與新興企業》（台北：聯經出版事業公司，1990）。
- Albert Feuerwerker著，虞和平譯：《中國早期工業化：盛宣懷(1844-1916)和官督商辦企業》（北京：中國社會科學出版社，1990）。